# Nazar Voloshyn
Nazar Voloshyn (en ukrainien : Назар Волошин), né le 17 juin 2003 à Krementchouk en Ukraine, est un footballeur ukrainien évoluant au poste d'ailier gauche au Dynamo Kiev.

## Biographie

### En club
Né à Krementchouk en Ukraine, Nazar Voloshyn est notamment formé par le Metalist Kharkiv, puis par le Dynamo Kiev. Il commence toutefois sa carrière au Kryvbass Kryvy Rih, club promu en première division lorsqu'il le rejoint le 17 juillet 2022, sous la forme d'un prêt. 
Il joue donc son premier match en professionnel avec ce club, le 23 août 2022, lors d'une rencontre de première division ukrainienne, face au Kolos Kovalivka. Il est titularisé et son équipe est battue par un but à zéro. Voloshyn inscrit son premier but en professionnel le 2 octobre 2022, face au Zorya Louhansk, en championnat. Titulaire, il marque le but égalisateur de son équipe (2-2 score final).
Voloshyn est élu meilleur joueur U19 d'Ukraine en 2022.
Voloshyn fait son retour au Dynamo Kiev en janvier 2023, étant rappelé de son prêt pour intégrer l'équipe première du Dynamo. Le 20 mai 2023, il inscrit son premier but pour le Dynamo Kiev, lors d'une rencontre de championnat face au FK Oleksandria. Entré en jeu, il participe à la victoire de son équipe par cinq buts à un.
Le 7 décembre 2023, il réalise son premier doublé en professionnel, lors d'une rencontre de championnat face au Metalist 1925 Kharkiv. Titulaire, il contribue à la victoire de son équipe par quatre buts à deux,.

### En sélection
Nazar Voloshyn représente l'équipe d'Ukraine des moins de 17 ans, jouant un total de dix matchs avec cette sélection, tous en 2019, et marque trois buts.
Le 8 septembre 2023, Voloshyn joue son premier match avec l'équipe d'Ukraine espoirs contre l'Allemagne. Il est titularisé et son équipe est battue par deux buts à zéro.